# Reinhard Sigle

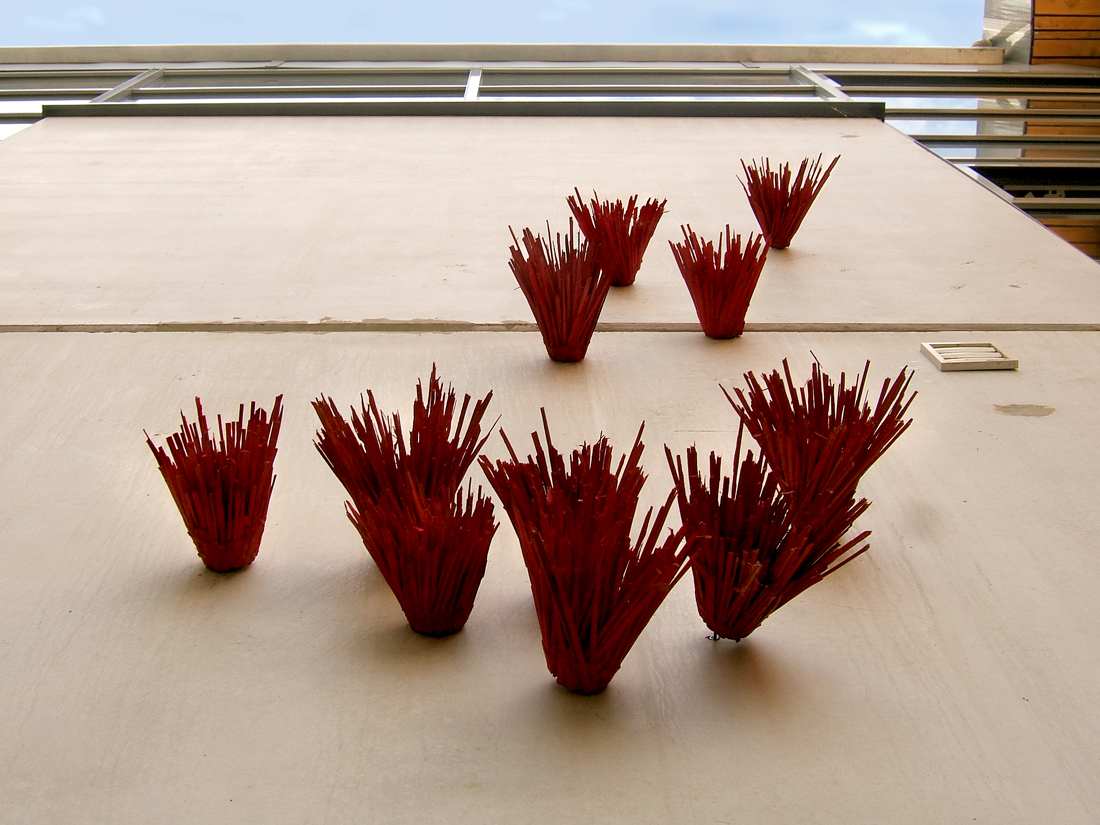
Ohne Titel 07, Arnold-Galerie in Schorndorf

Reinhard Sigle (* 10. Dezember 1954 in Stuttgart) ist ein deutscher Bildhauer, Installationskünstler und Kunstpädagoge.

## Leben und Werk
Sigle wurde in Stuttgart geboren und wuchs in Weinstadt-Großheppach auf. Er besuchte 1977 die Freie Kunstschule Stuttgart und studierte von 1978 bis 1983 an der Staatlichen Akademie der Bildenden Künste Stuttgart. Von 1979 bis 1982 studierte er Kunstgeschichte an der Universität Stuttgart. Ab 1984 arbeitete er als Kunstpädagoge an Gymnasien u. a. in Schorndorf und Rottweil am Leibniz-Gymnasium.
Sigle arbeitete über zehn Jahre in einer Gießerei. Vom Ergebnis eines Gusses setzt er sich mit kurzlebigen Installationen ab.
Der Künstler lebt und arbeitet in Deißlingen bei Rottweil. Er erarbeitet mit den Materialien (Abfall)Holz, Klebstoff und Acryl sogenannte Energiebündel.

## Werke (Auswahl)
- Grün in Grün (2000), Skulpturenweg Kunstpfad am Mummelsee
- Ohne Titel (2002), KUNSTdünger Rottweil in Rottweil
- Objekt – 3-delig, Deißlinger Kreisverkehr in Deißlingen
- Ohne Titel 07 (2007), Skulpturen-Rundgang Schorndorf in Schorndorf
- Für Rotkäppchen – oder der Brotkorb hängt hoch (2011), Skulpturenweg in Remstal: Köpfe am Korber Kopf in Korb
- Amors Pfeile (2011), Kunstpfad am Mummelsee

## Fotogalerie

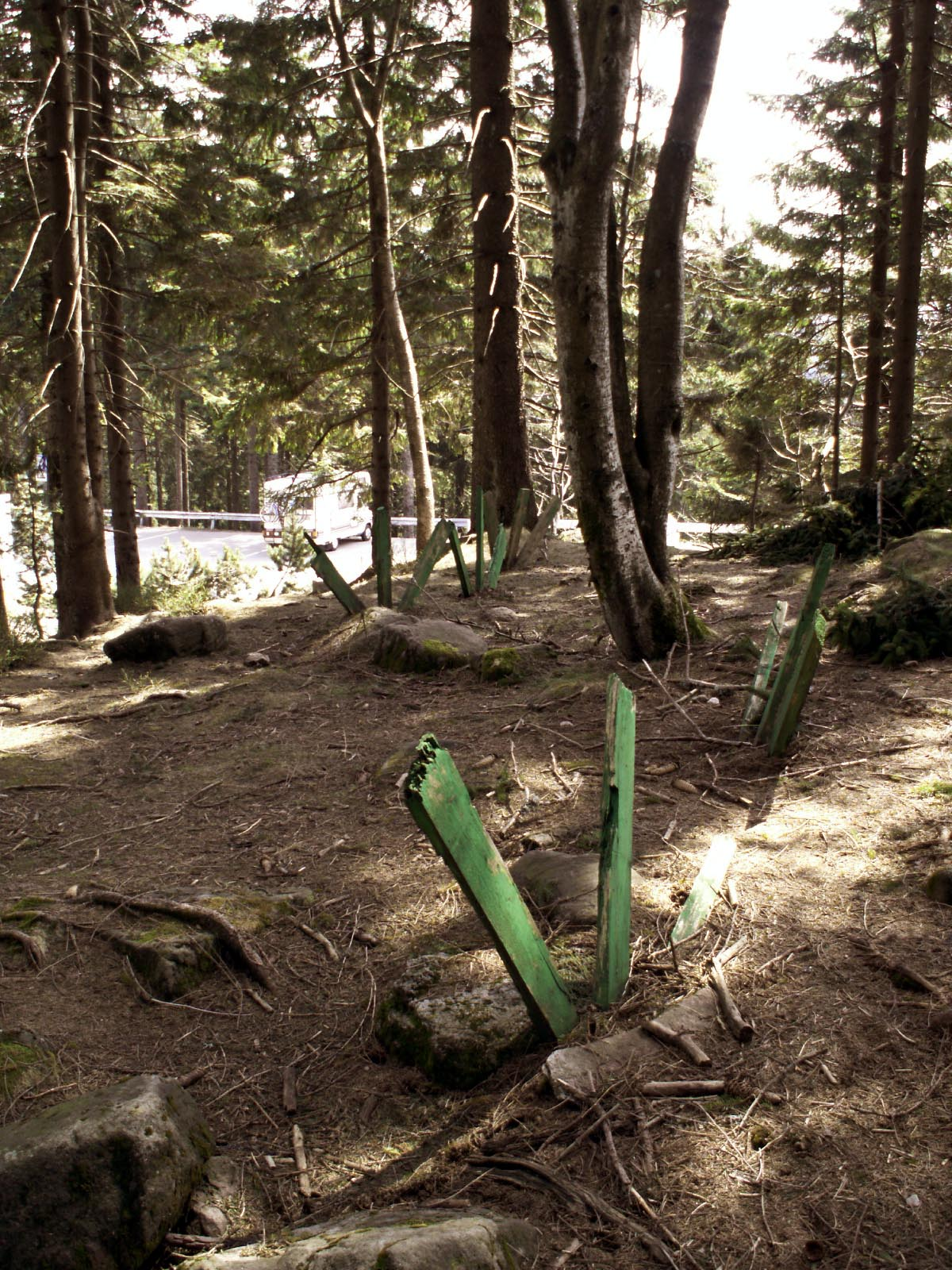
Grün in Grün, Kunstpfad am Mummelsee
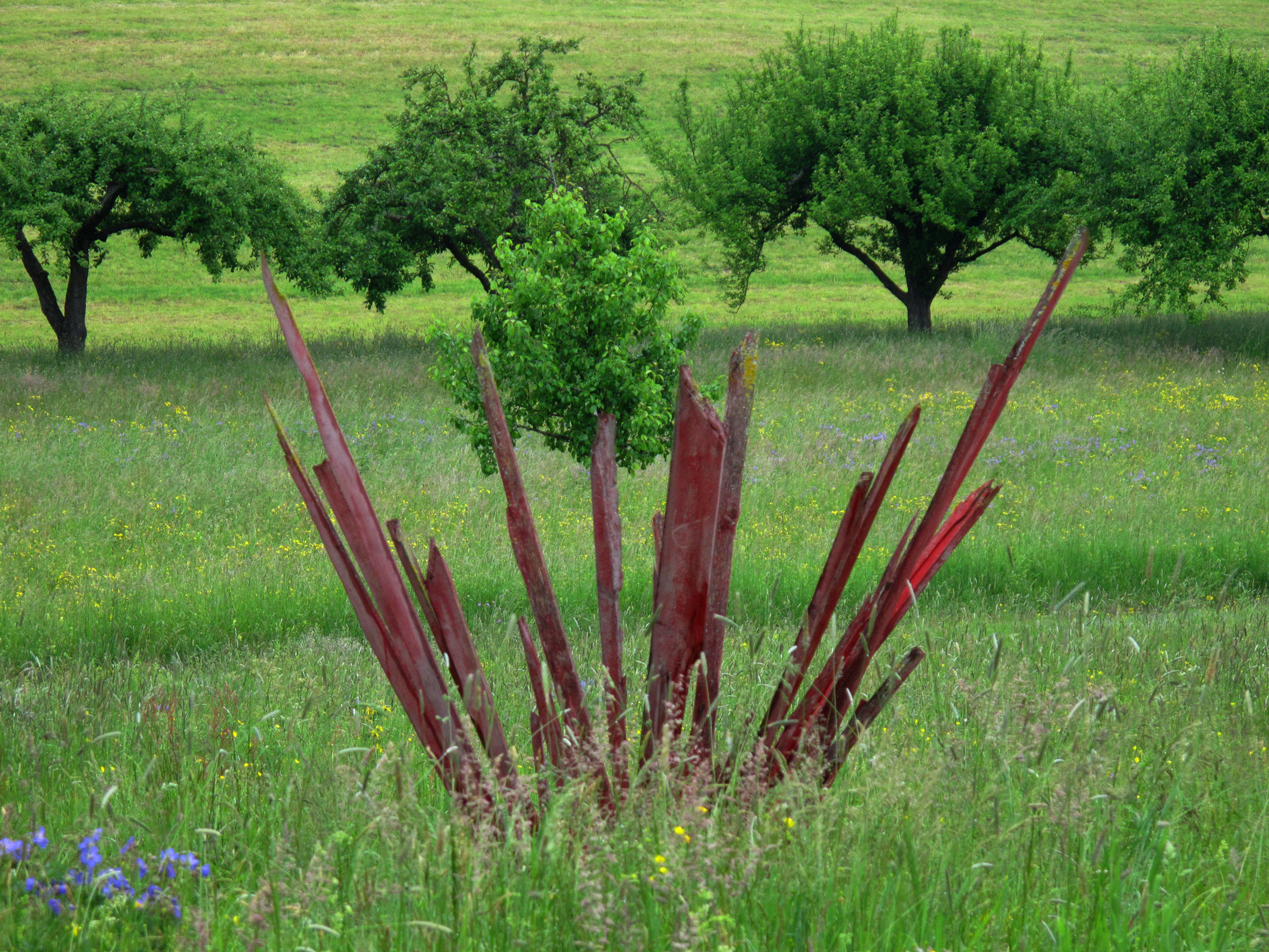
Ohne Titel, KUNSTdünger Rottweil
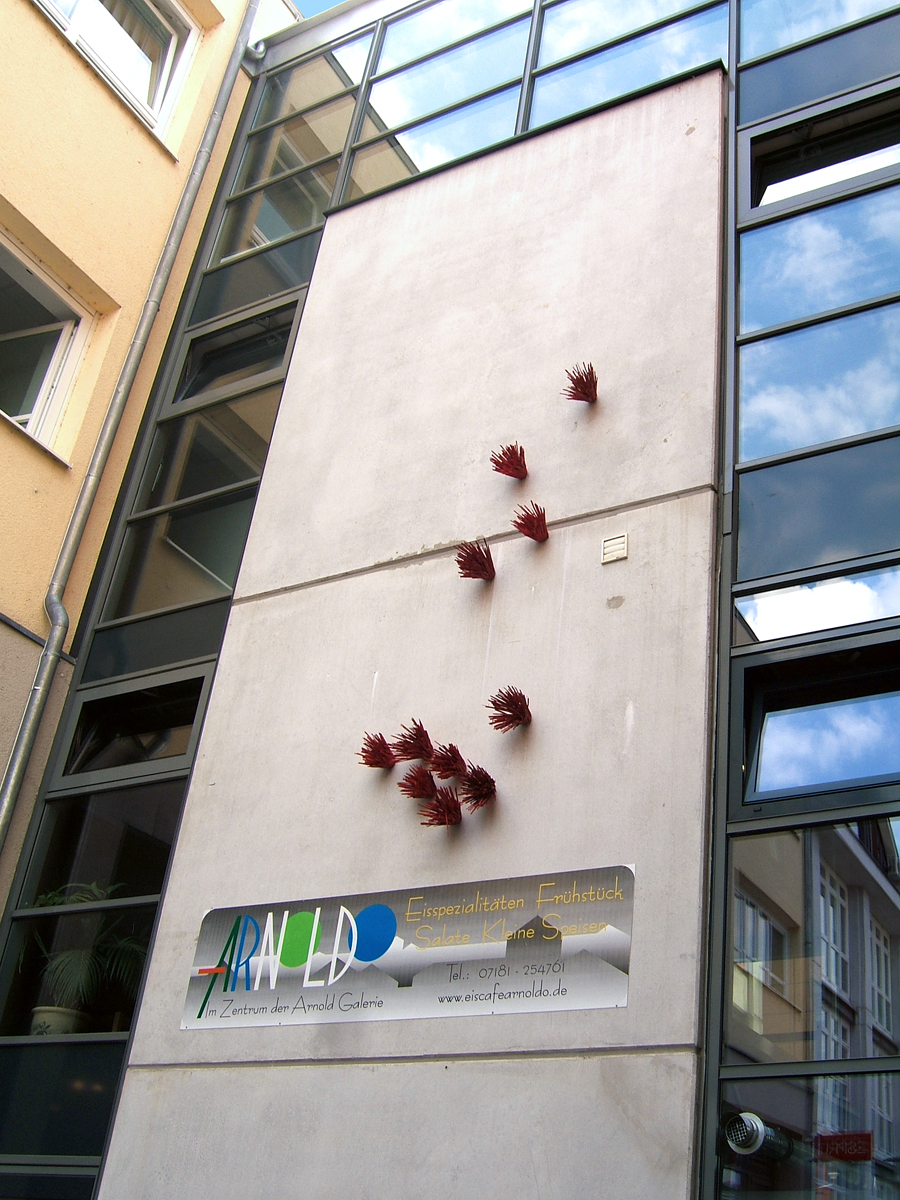
Ohne Titel 07, Skulpturen-Rundgang Schorndorf
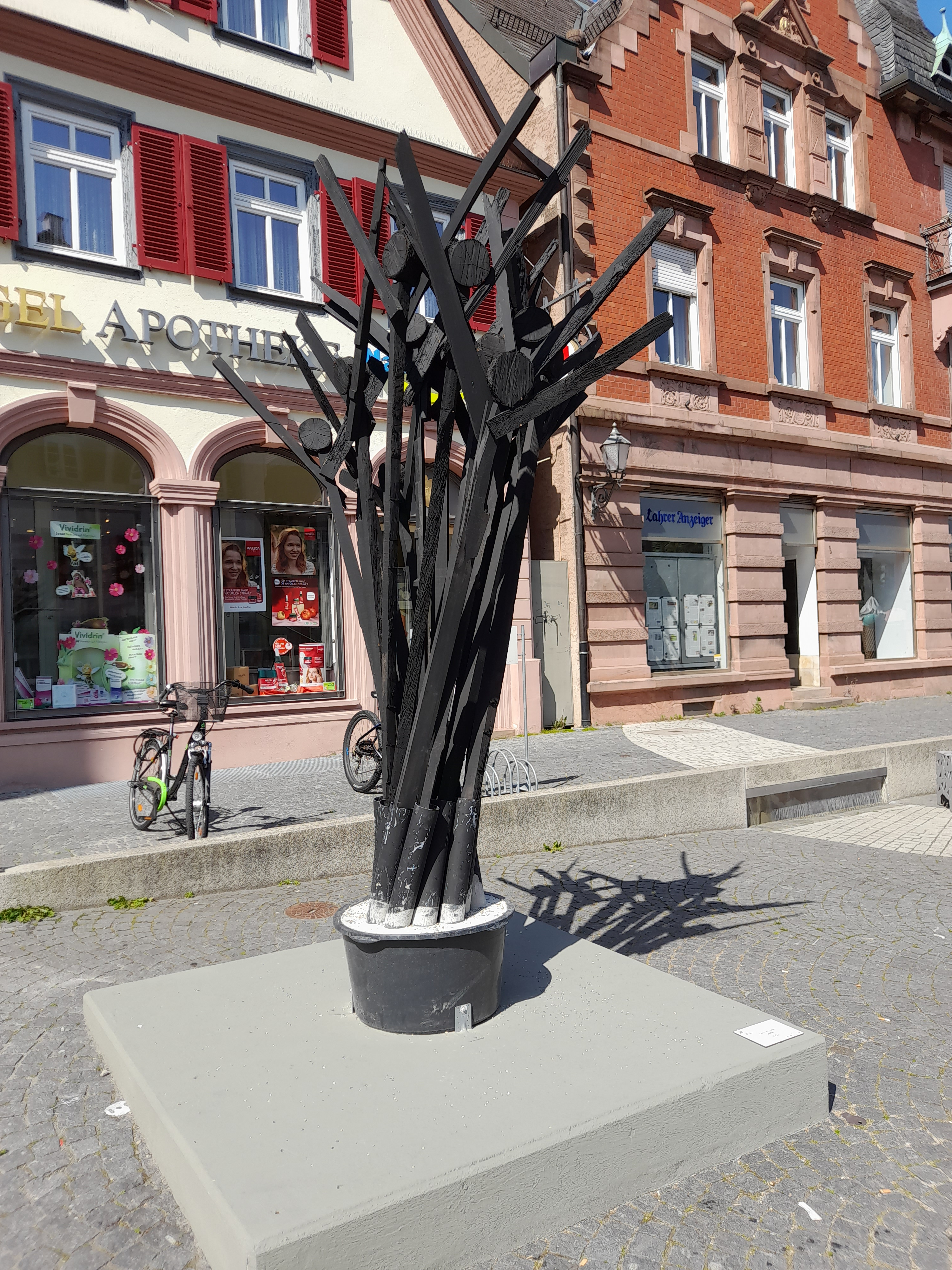
"Hilfe", Kunst in die Stadt, Lahr
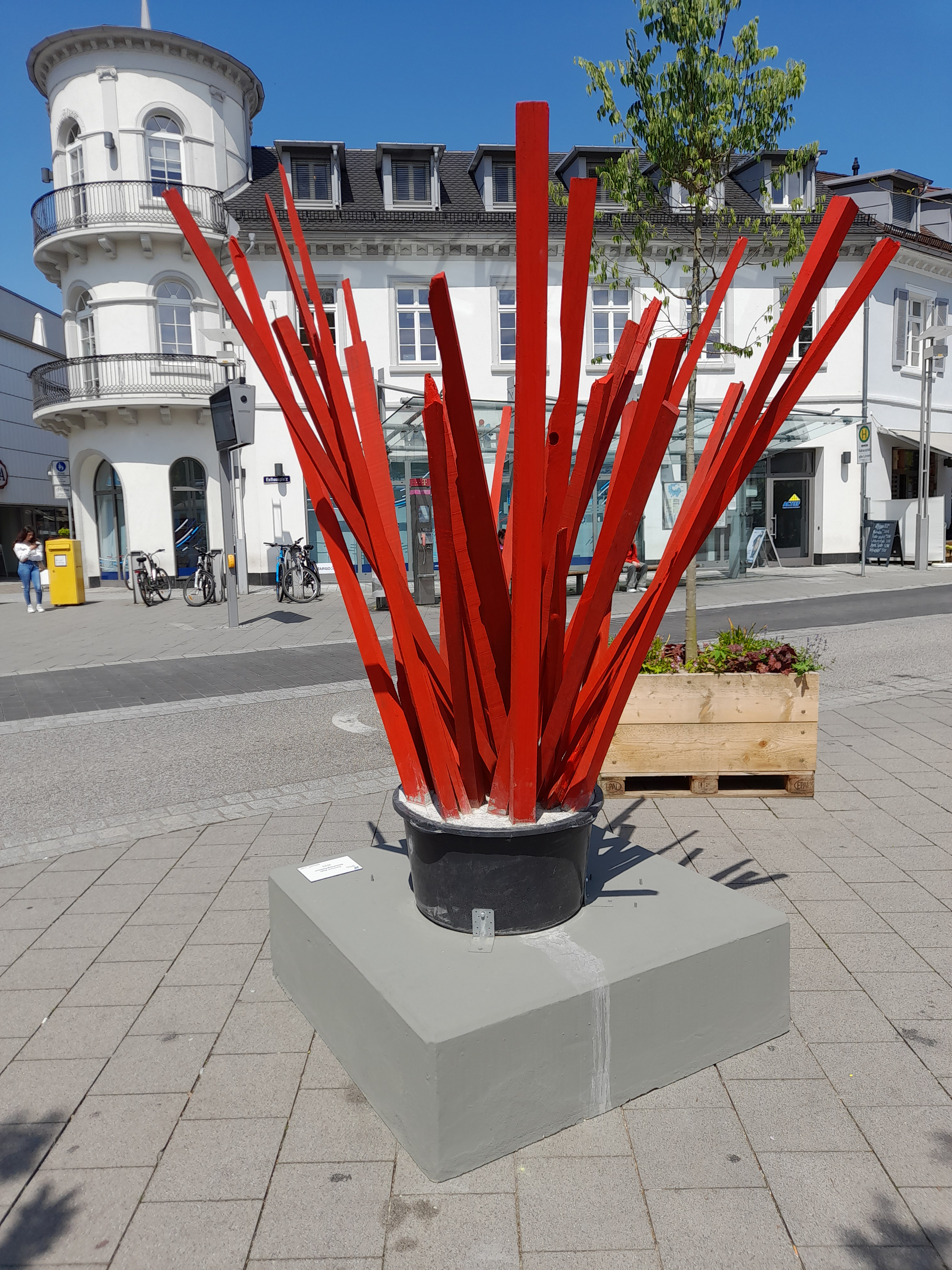
Einschlag/Auswux, Kunst in die Stadt, Lahr

## Bildhauersymposien
- 1985 Acht Tage, Bildhauertreffen Lüdenscheid
- 1987 Bildhauer in der Stadt, Schorndorfer Symposium
- 1995 Visite, Symposion auf Schloss Neuenhof, Lüdenscheid
- 1997 Sechs Plätze – sechs Bildhauer, Schorndorf
- 1997 Grenzraum, Leibertingen, Tuttlingen
- 2000 Kunstpfad am Mummelsee
- 2002 Konzeption und Organisation des Bildhauersymposions Kunst ins Ort, 1200 Jahre Deißlingen
- 2005 Landartig, Heimattage Schorndorf
- 2009 Kunst an Bach, 700 Jahre Neufra, Rottweil-Neufra

## Arbeiten im öffentlichen Besitz
- Staatsgalerie Stuttgart
- Regierungspräsidium Freiburg
- Regierungspräsidium Tübingen
- Landkreis Esslingen
- Landkreis Rottweil
- Landkreis Sigmaringen
- Stadt Lüdenscheid
- Stadt Rottweil
- Stadt Schorndorf
- Gemeinde Deißlingen